# Río Pangal (Cachapoal)
El río Pangal es un curso natural de agua que nace con el nombre río Paredones en la ladera noroeste del cerro Picos del Barroso y desemboca en el río Cachapoal, en la Región de O'Higgins.

## Trayecto
Desde las faldas del cerro Picos del Barroso descienden las aguas que forman el río Paredones y que se alimenta de los glaciales de la alta cordillera. Cuando por el norte se le une el estero Flores, cambia su nombre a Pangal, y continua su descenso hacia el oeste y recibiendo aguas desde los esteros menores Mamá y La Engorda. Todavía en la cordillera, recibe por el norte al río Blanco (Pangal) (el que drena la subcuenca 06005) en cuya junta existen extensas vegas.: 355 
Existe un embalse Pangal, mantenido por CODELCO, que contiene las aguas del río Paredones.
Una parte de las aguas del río Pangal son desviadas y llevadas en un canal con la pendiente mínima necesaria hasta casi la junta con el río Cachapoal. Allí son entubadas y enviadas a las turbinas de la central hidroeléctrica Pangal.

## Caudal y régimen
La subcuenca Alta del río Cachapoal que es el área drenada por la parte alta del río Cachapoal, desde su nacimiento en la cordillera de los Andes hasta la junta con el estero La Cadena, incluyendo el río Pangal, muestra un régimen nival, con sus mayores caudales en diciembre y enero, producto de deshielos. El período de estiaje se produce en el trimestre dado por los meses de junio, julio y agosto.

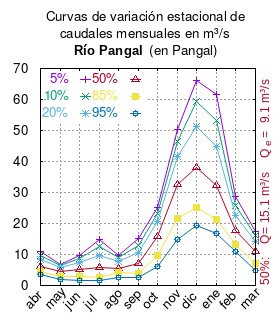
Curvas de variación estacional del río Pangal en Pangal.

El caudal del río (en un lugar fijo) varía en el tiempo, por lo que existen varias formas de representarlo. Una de ellas son las curvas de variación estacional que, tras largos periodos de mediciones, predicen estadísticamente el caudal mínimo que lleva el río con una probabilidad dada, llamada probabilidad de excedencia. La curva de color rojo ocre (con {\displaystyle {\color {Red}\vartriangle }}) muestra los caudales mensuales con probabilidad de excedencia de un 50%. Esto quiere decir que ese mes se han medido igual cantidad de caudales mayores que caudales menores a esa cantidad. Eso es la mediana (estadística), que se denota Qe, de la serie de caudales de ese mes. La media (estadística) es el promedio matemático de los caudales de ese mes y se denota {\displaystyle {\overline {Q}}}. 
Una vez calculados para cada mes, ambos valores son calculados para todo el año y pueden ser leídos en la columna vertical al lado derecho del diagrama. El significado de la probabilidad de excedencia del 5% es que, estadísticamente, el caudal es mayor solo una vez cada 20 años, el de 10% una vez cada 10 años, el de 20% una vez cada 5 años, el de 85% quince veces cada 16 años y la de 95% diecisiete veces cada 18 años. Dicho de otra forma, el 5% es el caudal de años extremadamente lluviosos, el 95% es el caudal de años extremadamente secos. De la estación de las crecidas puede deducirse si el caudal depende de las lluvias (mayo-julio) o del derretimiento de las nieves (septiembre-enero).

## Historia
Francisco Solano Asta-Buruaga y Cienfuegos escribió en 1899 en su obra póstuma Diccionario Geográfico de la República de Chile sobre el río:
Pangal.-—Riachuelo de la serrania de la falda de los Andes en el departamento de Rancagua hacia el E. de su capital y de Machalí. Corre en dirección sudoeste estrechado entre laderas quebradas de esos cerros, reuniendo arroyos que acrecen su corto caudal, y afluye con el nombre de río Cuncle, después de corto curso, en la derecha del Cachapual como cinco kilómetros más arriba de los baños de Cauquenes en la ribera opuesta.
En 1924 Luis Risopatrón lo describió en su Diccionario Jeografico de Chile:: 628 
Pangal (Rio) 34° 15’ 70° 20’. Es formado por los arroyos de Flores i de Paredones, corre hácia el SW en una llanura de 4 kilómetros de largo, por 1 a 1,5 km de ancho, dividido en numerosos brazos que cambian fácilmente de lugar, hasta llegar, a El Rodeo de Flores, en la confluencia con el rio Blanco, donde se encuentran vegas, con regular pasto i un potrero cerrado; se angosta la quebrada enseguida, de suerte que el sendero labrado en sus faldas, presenta cuestas i desfiladeros no exentos de peligros. Concluye por afluir a la márjen E del curso superior del rio Cachapoal, en La Estacada; sus aguas se derivan en un canal i se aprovechan para jenerar fuerza eléctrica, que es trasportada al mineral de El Teniente. Se ha rejistrado en la boca-toma del canal, a 1410 m de altitud, 937,3 mm de agua caida en 45 dias de lluvia, con 129,2 mm de máxima diaria, en 1921. 2, 36, p. 251; 66, p. 236; 134; i 156; riachuelo en 155, p. 513.
En servicio de la central hidroeléctrica Pangal, hoy gestionadas por Pacific Hydro, se encuentra un viaducto construido entre 1917 y 1919:
fue construido con pino secuoya traído desde Estados Unidos, cuenta con pletinas de acero y se encuentra sostenido por bandas metálicas. Esta obra hidráulica es una de las pocas en su tipo, sólo habiendo otras 2 en el mundo que responden a características similares. Esto, por cuanto representa un buen ejemplo del diseño y la ingeniería de principios del siglo XX y la estructura aún está operativa. Es así como permite la conducción de agua para la generación de 37 MW de energía limpia y renovable.
Fue postulado para ser declarado Monumento Nacional.

## Población, economía y ecología
El caudal del río Pangal es usado para la generación de energía eléctrica para la Mina El Teniente y por cierto en dos centrales hidroeléctricas.: 26 